# Catasticta toca
Catasticta toca is een vlinder uit de onderfamilie Pierinae van de familie van de witjes (Pieridae). De wetenschappelijke naam van de soort werd in 1847 gepubliceerd door Edward Doubleday.

## Ondersoorten
- Catasticta toca toca
- Catasticta toca detrita